# Eckersbergmedaljen
Eckersbergmedaljen är ett årligen utdelat danskt konstnärspris.
Eckerbergmedaljen instiftades 1887 till minne av Christoffer Wilhelm Eckersberg och utdelas sedan 1889 av Det Kongelige Akademi for de Skønne Kunster sedan 1974 till konstnärer som "har ydet en indsats af høj kunstnerisk kvalitet inden for den frie eller den bundne kunst".

## Pristagare (komplett från 1940, urval under tidigare år)

### 1800-talet
- 1889: Målaren Michael Ancher
- 1890: Målarna Georg Achen, Erik Henningsen, Edvard Petersen och Theodor Philipsen
- 1891: Edvard Petersen (en andra gång)
- 1892: Skulptören Ludvig Brandstrup och målaren Joakim Skovgaard
- 1893: Målarna H.A. Brendekilde, N.P. Mols och Laurits Tuxen
- 1894: N.P. Mols (en andra gång), målaren Knud Larsen
- 1896: Ludvig Brandstrup (en andra gång), skulptören Gunnar Jensen och målaren L.A. Ring
- 1898: Arkitekten Heinrich Wenck, skulptören Lauritz Jensen och Knud Larsen (en andra gång)

### 1900 - 1939
- 1900: Rasmus Andersen och skulptören Carl Johan Bonnesen
- 1901: Arkitekten Martin Borch, arkitekten Thorvald Jørgensen, Lorens V. Hinrichsen, Carl Holsøe, L.A. Ring (en andra gång) och Carl Wentorf
- 1902: Arkitekten Gotfred Tvede och J.C. Schlichtkrull
- 1903: Målaren Anna Ancher, Hans Nikolaj Hansen, Carl Locher och Carl Mortensen
- 1904: Anna Ancher (en andra gång), arkitekten Victor Nyebølle, Niels Vinding Dorph, skulptörenEdvard Eriksen, Viggo Jarl och Carl Locher
- 1905: Målaren Lauritz Jensen, Charles Lindstrøm och målaren Hans Smidth
- 1906: Hans Smidth (en andra gång) och Agnes Slott-Møller
- 1907: Arkitekten Carl Brummer, N.V. Dorph (en andra gång), Vilhelm Arnesen, Frederik Lange och J.C. Schlichtkrull (en andra gång)
- 1908: Arkitekten Gotfred Tvede (en andra gång), målaren Carl Holsøe, skulptören Ejnar Nielsen, Ingeborg Plockross-Irminger, P.A. Schou, Herman Vedel och Sigurd Wandel
- 1909: Arkitekten Anton Rosen, J. Th. Hansen, arkitekten Johannes Magdahl Nielsen, Carl V. Meyer, Herman Vedel (en andra gång) och Carl Mortensen (en andra gång)
- 1910: Arkitekten Axel Berg, J.J. Bregnø, Hans Nikolaj Hansen (en andra gång), Frederik Lange (en andra gång) och Johannes Wilhjelm
- 1911: Arkitekten Carl Brummer (en andra gång), Vilhelm Th. Fischer, Lorens V. Hinrichsen, Carl V. Meyer (en andra gång), skulptören Einar Utzon-Frank och Johannes Wilhjelm (en andra gång)
- 1912: Vilhelm Th. Fischer (en andra gång), Svend Hammershøi, Gunnar Jensen,  P.A. Schou (en andra gång) och Sigurd Wandel (en andra gång)
- 1913: Svend Hammershøi (en andra gång)
- 1914: Rasmus Harboe, arkitekten Kristoffer Varming, skulptören Axel Poulsen och Eiler Sørensen
- 1915: Arkitekten Henning Hansen och Eiler Sørensen (en andra gång)
- 1916: Skulptören Thyra Boldsen och målaren Hans Knudsen
- 1917: Hans Knudsen (en andra gång)
- 1918: Arkitekten Carl Harild
- 1919: Knud Kyhn, målaren Karl Larsen, Jens Lund och målaren Sigurd Swane
- 1920: Arkitekten Poul Holsøe och Jens Lund (en andra gång)
- 1921: Arkitekten Axel Ekberg, målarna Niels Hansen och Hans Henningsen
- 1922: Carl Fischer
- 1923: Arkitekten Emanuel Monberg, Niels Bjerre och målaren Kræsten Iversen
- 1924: Målarna Olaf Rude och William Scharff
- 1925: Målaren Edvard Weie
- 1926: Arkitekten Kay Fisker, Axel P. Jensen och målaren Ernst Zeuthen
- 1927: Formgivaren Knud V. Engelhardt och Kay Fisker (en andra gång)
- 1928: Arkitekten Kaare Klint och Hans W. Larsen
- 1929: Arkitekten Bent Helweg-Møller samt målaren och keramikern Jais Nielsen
- 1930: Arkitekten Thorkild Henningsen, skulptören Mogens Bøggild och målaren Ebba Carstensen
- 1931: Målaren Jens Søndergaard, skulptören Paul Kiærskou
- 1932:
- 1933: Målaren Oluf Høst, arkitekten Einar Packness, Arno Malinowski och Siegfred Neuhaus
- 1934: Harald Quistgaard
- 1935: Arkitekten Thomas Havning
- 1936: Arkitekten Arne Jacobsen, arkitekten Aage Rafn, skulptören Adam Fischer, Georg Jacobsen, tecknaren Herluf Jensenius och Arnoff Thomsen
- 1937: Landskapsarkitekten G.N. Brandt och Niels Lergaard
- 1938: Arkitekten Mogens Koch, skulptören Axel Salto och målaren Knud Agger
- 1939: Arkitekten Egil Fischer, skulptören Sigurjón Ólafsson och målaren Poul Høm

### 1940 - 1979
- 1940: Målaren Søren Hjorth Nielsen, arkitekten Erik Møller, arkitekten Flemming Lassen, skulptören Henrik Starcke och Astrid Noack
- 1941: Arkitekterna Frits Schlegel och Vilhelm Lauritzen, skulptören Aage Petersen, Victor Haagen-Müller och Gunnar Hansen (en gång till)
- 1942: Skulptören Anker Hoffmann, Hugo Liisberg samt målarna Elof Risebye och Niels Grønbech
- 1943: Målerna Christine Swane och Povl Schrøder, skulptörerna Aage Nielsen-Edwin, Kaj Louis Jensen och Agnes Lunn samt arkitekterna Viggo S. Jørgensen och Hans Christian Hansen
- 1944: Skulptörena Gottfred Eickhoff och Knud Nellemose, målarna Carl Jensen och Axel Skjelborg samt arkitekten Svenn Eske Kristensen
- 1945: Målaren Erik Hoppe, skulptören Inge Finsen, arkitekterna Ole Søndergaard, C.F. Møller, Tyge Holm och Arne Ludvigsen samt landskapsarkitekten C.Th. Sørensen
- 1946: Skulptörerna Jørgen Gudmundsen-Holmgreen och Ulf Rasmussen, arkitekten Flemming Grut samt målarna Sophie Pedersen och Poul Sørensen
- 1947: Möbelarkitekten Finn Juhl, Ejgil Vedel, målerna Bizzie Høyer, Juliane Sveinsdottir och Ville Jais Nielsen
- 1948: Målerna Svend Johansen, Lauritz Hartz, Mogens Andersen och Knud Hansen, skulptören Tove Ólafsson samt arkitekten Hakon Stephensen
- 1949: Skulptörena Agnete Jørgensen och August Keil, målaren Egon Mathiesen samt arkitekterna Hans Georg Skovgaard och Edvard Kindt-Larsen

- 1950: Målarna Richard Mortensen och Carl-Henning Pedersen samt arkitekten Børge Mogensen
- 1951: Målarna Holger J. Jensen och Hans Bendix, arkitekterna Hans Hansen och Helge Refn samt skulptörena Henning Seidelin och Grethe Bagge
- 1952: Målarna Dan Sterup-Hansen och Helge Nielsen samt arkitekterna Povl Ernst Hoffoch Bennet Windinge
- 1953: Målarna Kaj Mottlau och Petri Gissel, arkitekterna Halldor Gunnløgsson och Ole Hagen samt skulptörerna William Gersel och Jørgen Thoms
- 1954: Målarerna Mogens Zieler och Kaj Ejstrup, skulptören Hjalte Skovgaard samt arkitekten Viggo Møller-Jensen
- 1955: Arkitekterna Eva Koppel och Nils Koppel samt målarna Christian Daugaard och Adam Sophus Danneskiold-Samsøe
- 1956: Arkitekterna Erik Herløw och Hans J. Wegner samt målaren Carl Østerbye
- 1957: Målarna Albert Gammelgaard och Karl Bovin, arkitekterna Jørn Utzon och Erik Christian Sørensen samt skulptören Helge Holmskov
- 1958: Målarna Henry Heerup och Harald Leth samt arkitekterna Holger Jensen och Vilhelm Wohlert
- 1959: Målarna Egill Jacobsen och Ole Kielberg, arkitekterna Jørgen Bo och Jørn Nielsen samt skulptören Bent Sørensen
- 1960: Målarna Ejler Bille och Sven Havsteen-Mikkelsen, arkitekterna Poul Kjærgaardoch Poul Kjærholm samt skulptören Henry Luckow-Nielsen
- 1961: Arkitekterna Karen og Ebbe Clemmensen och Willy Hansen samt målarna Flemming Bergsøe och Jørgen Andersen Nærum
- 1962: Målarna Preben Hornung och Svend Engelund samt arkitekten Bertel Udsen
- 1963: Målaren Anna Klindt Sørensen, keramikern Gertrud Vasegaard, målaren Jeppe Vontillius, arkitekterna Henning Jensen och Torben Valeur samt skulptören Agnete Madsen
- 1964: Målarna Albert Mertz och Sigurd Vasegaard samt skulptörern Lis Ahlmann
- 1965: Arkitekten Henning Larsen, skulptören Erik Thommesen och målarna Frede Christoffersen och Reidar Magnus
- 1966: Målarna Søren Georg Jensen och Poul Bjørklund samt arkitekterna Johan Richteroch Arne Gravers
- 1967: Arkitekterna Knud Friis och Elmar Moltke Nielsen, skulptören Gunnar Westman och målarna Poul Ekelund, Erling Frederiksen och Agnete Varming
- 1968: Målaren Agnete Bjerre, arkitekterna Rigmor Andersen och Annelise Bjørner samt skulptören Ib Braase
- 1969: Skulptörerna Jørgen Haugen Sørensen och Willy Ørskov, målaren Kjeld Hansen samt arkitekten Ole Nørgård
- 1970: Målarna Poul Gadegaard och Erling Jørgensen, arkitekten Knud Holscher samt keramikern Christian Poulsen
- 1971: Målarna Kasper Heiberg och Richard Winther samt arkitekten Tyge Arnfred
- 1972: Skulptörerna Jens-Flemming Sørensen och Sigrid Lütken, vävarna Vibeke Klint och Anna Thommesen samt målarna Knud Hvidberg och Johannes Carstensen
- 1973: Arkitekterna Jørgen Selchau, Gehrdt Bornebusch, Max Brüel och Sven Hansen, målaren Helge Bertram och skulptören Erik Lynge
- 1974: Målarna Henrik Buch och Rasmus Nellemann samt skulptören Gert Nielsen
- 1975: Målaren Arne Haugen Sørensen, skulptören Egon Fischer samt arkitekterna Hans Henrik Engqvist och Philip Arctander
- 1976: Målarna Alfred Madsen och Niels Macholm samt arkitekten Eivind Lorentzen
- 1977: Målaren Gunnar Aagaard Andersen och arkitekten Erik Hansen
- 1978: Målarna Poul Gernes, Jørn Larsen och Tage Stentoft samt arkitekterna Hans Dissing, Otto Weitling och Knud Peter Harboe
- 1979: Målarna Else Fischer-Hansen, Arne Ungermann och Henning Damgård-Sørensen samt skulptören Eva Sørensen

### 1980 - 1999
- 1980: Målaren Emil Gregersen, arkitekten Erik Korshagen och skulptörerna Bjørn Nørgaard, Niels Guttormsen och Børge Jørgensen
- 1981: Målarna Vera Myhre och Karin Nathorst Westfelt samt arkitekten Knud Munk
- 1982: Målarna Sven Hauptmann, Anders Kirkegaard, Anne Marie Lütken och Franka Rasmussen, skulptören  Gudrun Steenberg samt arkitekterna Knud Preisler, Claus Bonderup och Tegnestuen Vandkunsten
- 1983: Målarna Knud Hansen, Søren Kjærsgaard, Mogens Lohmann och Ole Sporring, arkitekterna Inger & Johannes Exner och Jørgen Vesterholt samt skulptören Alev Siesbye
- 1984: Målarna Mogens Jørgensen, Tonning Rasmussen, Hans Christian Rylander och Kurt Trampedach, arkitekten Finn Monies samt skulptören Ole Christensen
- 1985: Målarna John Olsen, Elsa Nielsen, Agnete Therkildsen och Seppo Mattinen samt arkitekterna Hanne Kjærholm och I.P. Junggreen Have
- 1986: Målarna Jørgen Rømer, Arne Johannessen och Ingálvur av Reyni, arkitekten Carsten Juel-Christiansen samt skulptören Hein Heinsen
- 1987: Målarna Nanna Hertoft och Frank Rubin samt arkitekterna Ulrik Plesner och Sven-Ingvar Andersson
- 1988: Skulptörerna Mogens Møller och Hanne Varming, målarna Leif Lage och Finn Mickelborg samt arkitekterna Erik Krogh och Hans Munk Hansen
- 1989: Arkitekterna Susanne Ussing och Carsten Hoff, skulptören Peter Bonnén samt målarna Freddie A. Lerche, Gudrun Poulsen, Ole Heerup och Eiler Kragh

- 1990: Målarna Jørgen Boberg och Helle Thorborg, arkitekten Tage Lyneborg samt skulptören Thomas Bang
- 1991: Målarna Jens Birkemose och Stig Brøgger, arkitekterna Claus Bjarrum och Jørgen Hauxner samt skulptören Torben Ebbesen
- 1992: Skulptören Per Neble, arkitekterna Ib Rasmussen och Jørgen Rasmussen samt målaren Kai Lindemann
- 1993: Skulptören Ingvar Cronhammar och arkitekten Svend Axelsson
- 1994: Skulptören Kirsten Dehlholm, arkitekterna Boje Lundgaard och Lene Tranberg samt målarna Peter Brandes, Otto Lawaetz och Inge Lise Westman
- 1995: Målarna Merete Barker och Troels Wörsel, filmläraren Jørgen Roos, skulptören Kirsten Ortwed samt arkitekterna Mogens Boertmann, Nils Fagerholt, Johan Fogh och Per Følner
- 1996: Målarna Erik A. Frandsen, Sys Hindsbo, Bent Karl Jacobsen, Aksel Jensen, Kehnet Nielsen och Lene Adler Petersen, skulptörerna Kirsten Justesen och Thorbjørn Lausten samt arkitekterna Mads Møller och Jan Søndergaard
- 1997: Arkitekterna Jens Fredslund och Poul Ingemann, skulptören Margrete Sørensen samt målarna Eric Andersen, Erik Hagens och Karin Birgitte Lund
- 1998: Målarna Henrik Have, Jytte Rex och Frithioff Johansen, skulptören Christian Lemmerz samt arkitekterna Theo Bjerg och Niels Vium
- 1999: Målarna Jesper Christiansen och Peter Lautrop, arkitekterna Mogens Breyen och Schmidt, Hammer & Lassen samt skulptörerna Ane Mette Ruge och Elisabeth Toubro

### Från år 2000
- 2000: Målarna Per Arnoldi, Nina Sten-Knudsen och Mogens Otto Nielsen, arkitekten Georg Rotne samt skulptören Morten Stræde
- 2001: Målarna Jes Fomsgaard och Michael Kvium, arkitekterna Ole Helweg, Knud Fladeland Nielsen och Kim Utzon samt skulptörerna Lone Høyer Hansen och Anita Jørgensen
- 2002: Målarna Viera Collaro och Nils Erik Gjerdevik, arkitekterna Stig Lennart Andersson och Søren Robert Lund samt skulptörena Øivind Nygård och Finn Reinbothe
- 2003: Målarna Peter Bonde och Mogens Gissel, arkitekterna Nille Juul-Sørensen och Torben Schønherr samt skulptörerna Eva Koch
- 2004: Arkitekterna Jeppe Aagaard Andersen och Dorte Mandrup, skulptörerna Martin Erik Andersen, Olafur Eliasson och Søren Jensen samt målarna Claus Carstensen och Leif Kath
- 2005: Arkitekterna Bjarke Ingels, Julien de Smedt och Steen Høyer, skulptörna Jørgen Michaelsen, Henning Christiansen och Ellen Hyllemose samt målarna Tal R, Per Bak Jensen och Vibeke Mencke Nielsen
- 2006: Skulptörerna Jytte Høy, Erland Knudssøn Madsen och Jørgen Carlo Larsen, målarna Peter Holst Henckel och Malene Landgreen samt arkitekterna Signe Cold och Christian Cold
- 2007: Arkitekten Troels Troelsen, skulptörerna Jens Haaning och Kerstin Bergendal samt målerna Cai-Ulrich von Platen, Poul Pedersen och Per Marquard Otzen
- 2008: Arkitekterna Karen Exner, Mads Bjørn Hansen och Mette Tony, skulptörerna Henrik B. Andersen, Sophia Kalkau och Lilibeth Cuenca Rasmussen samt målaren Kasper Bonnén
- 2009: Arkitekten Kim Holst Jensen, skulptörerna Jesper Rasmussen och Ole Broager samt målarna Inge Ellegaard och Leonard Forslund
- 2010: Arkitekterna Anna Maria Indrio, Thomas Carstens, Nils Holscher, Mikkel Nordberg och Claus Sivager samt skulptörerna Peter Callesen, Kirsten Dufour och Finn Thybo Andersen
- 2011: Arkitekterna Louis Becker och Poul Ove Jensen, skulptören Erik Varming samt måleren Ursula Reuter Christiansen
- 2012: Arkitekten Marianne Levinsen, bildkonstnärerna  Michael Elmgreen och Ingar Dragset, målaren John Kørner samt skulptören  Marianne Hesselbjerg
- 2013: Arkitekten Kristine Jensen, bildkonstnärerna Bodil Nielsen, Frans Jacobi och Søren Martinsen
- 2014: Arkitekterna Frank Maali, Gemma Lalanda, Pernille Schyum Poulsen och Jan Albrechtsen, bildkonstnärna Jesper Just, Finn Naur Petersen och Kirstine Roepstorff[2]
- 2015: Arkitekterna Carsten E. Holgaard, Christina Capetillo, Lars Juel This, Ib Valdemar Nielsen, Bo Lautrup och Peter Dalsgaar, bildkonstnärerna Henrik Plenge Jakobsen, Ann Kristin Lislegaard och Mette Winckelmann
- 2016: Arkitekten Dan Stubbergaard, bildkonstnärerna Peter Land och Joachim Koester
- 2017: Arkitekten Terese Erngaard, bildkonstnärerna Sergej Jensen och Anette Harboe Flensburg, konstnärsduon Hanne Nielsen och Birgit Johnsen
- 2018: Bildkonstnärerna Ruth Campau, Mette Gitz-Johansen och Danh Vo
- 2019: Bildkonstnärerna Oda Knudsen och Christian Vind, arkitekten Bente Lange
- 2020: Bldkonstnärerna René Schmidt och Camilla Berner, arkitekterna Søren Rasmussen och Mads Mandrup
- 2021: Ingen utdelning av priset
- 2022: Arkitekterna Stig Mikkelsen och Claus Pryds, bildkonstnärna  Henrik Olesen och Jacob Kirkegaard
- 2023: Arkitekterna Michael Christensen, Jens Bertelsen och Hans Scheving, bildkonstnärerna Signe Guttormsen och  Lea Porsager